# Козлово (Гаврилово-Посадский район)
Козло́во — село в Гаврилово-Посадском районе Ивановской области России, входит в состав Шекшовского сельского поселения.

## География
Село расположено на юге Гаврилово-Посадского района, в 6 км к югу от центра сельского поселения — села Шекшово и в 9 км к югу от районного центра — города Гаврилов Посад. Ближайшие населённые пункты — деревни Новосёлка, Михалёво и Загорье.
Село Козлово стоит на небольшой реке Урда, левом притоке реки Нерли.  Высота над уровнем моря составляет 154 метра. Местность вокруг села преимущественно равнинная, сельскохозяйственная.

## Происхождение названия
Название села, вероятно, происходит от прозвища или фамилии Козлов.  По мнению краеведа Валерия Махалова, название восходит к прозвищу «Козёл», которое могло быть дано человеку за «козлиную бороду, бойкость, живость» или, напротив, за «глуповатость, самодовольное щегольство». Фамилия Козлов является одной из самых распространённых русских фамилий.

## История
Козлово впервые упоминается в сохранившихся письменных источниках в 1521 году.  Это упоминание содержится в «Разъезжей грамоте» великого князя Василия III от 21 июня 1521 года, составленной по случаю размежевания земель между селом Дубенским (Вишенки) Покровского монастыря и селом Лычевым Федора Дубенского.  В грамоте зафиксировано, что при межевании присутствовали «добрые люди» из Козлова, выступавшие в качестве свидетелей: «Иван Александров да Митяй Бабичев да Борис Орефин да Федосей Игнатов сын, да Феодул Прокофьев сын».  Упоминание этих крестьян как «людей добрых» и «крестьян Великого Князя» указывает на то, что Козлово в то время являлось великокняжеской вотчиной, то есть принадлежало непосредственно великому князю. Это делает Козлово одним из древнейших документально подтвержденных поселений в Гаврилово-Посадском районе.
В XVI веке Козлово также упоминается как село «у реки Урды» в окрестностях села Шекшова.
В XVIII-XIX веках Козлово входило в состав Суздальского уезда Владимирской губернии.  В середине XIX века село описывалось как «казённое» (государевых волостей) село «при речке Урде» на почтовом тракте из Суздаля в Юрьев. К концу XIX века село было центром Козловской волости.

### Церковь Рождества Богородицы
В 1810 году на средства прихожан в селе была построена каменная двухэтажная церковь с колокольней и оградой. Церковь была двухэтажной, каменной, с каменной колокольней и оградой. Престолов в ней было два: в верхнем, более холодном этаже — главный престол в честь Рождества Пресвятой Богородицы, а в нижнем, тёплом этаже — во имя Святого великомученика Георгия.
В 1872 году в селе было открыто земское народное училище.
По данным на 1859 год, в Козлове насчитывалось 62 двора, население составляло 458 человек. К 1893 году, по сведениям В.Г. Добронравова, в селе было 88 дворов, проживало 352 мужчины и 391 женщина. В 1897 году население села составляло 632 человека, а в 1905 году — 686 человек.
В конце XIX — начале XX века село входило в состав Гавриловской волости Суздальского уезда Владимирской губернии.
С 1929 года Козлово стало центром Козловского сельсовета Гаврилово-Посадского района Ивановской Промышленной области, а с 1936 года — Ивановской области. В советский период в селе был организован колхоз «Новая жизнь».  В 1930-е годы в селе велась активная работа по развитию коневодства, Козлово упоминается в газете «Колхозный край» как место, где следует учиться бороться «за крепкого коня».  С 1954 года Козлово вошло в состав Шекшовского сельсовета. С 2005 года село является частью Шекшовского сельского поселения.
В селе родились и работали люди, оставившие след в истории Гаврилово-Посадского района.  Среди них — участники Первой мировой войны, награждённые Георгиевскими крестами Илья Дмитриевич Хромов и Пётр Андреевич Яшков.  Первый председатель колхоза «Новая жизнь» Алексей Иванович Дыбин был награждён орденом Ленина и принимал участие в селекции владимирских тяжеловозов. Альбина Николаевна Лаптева была депутатом Верховного Совета СССР и кавалером ордена Трудовой Славы III степени.

## Население
| 1859 | 1897 | 1905 | 2010 |
| ---- | ---- | ---- | ---- |
| 458  | ↗632 | ↗686 | ↘25  |

## Достопримечательности
- Церковь Казанской иконы Божией Матери (ранее — Церковь Рождества Богородицы) —  каменная двухэтажная церковь, построенная в стиле классицизм в 1810 году.[5]  Архитектурный ансамбль включает в себя основной объём храма, колокольню и ограду. В настоящее время церковь находится в полуразрушенном состоянии,  купол и верхние ярусы колокольни утрачены,[12] но здание сохраняет архитектурную ценность как образец храмового зодчества начала XIX века.